# De Horsey Island
De Horsey Island är en ö i Kanada.   Den ligger i North Coast Regional District och provinsen British Columbia, i den sydvästra delen av landet, 3 900 km väster om huvudstaden Ottawa. Arean är 10,3 kvadratkilometer.
Terrängen på De Horsey Island är lite kuperad. Öns högsta punkt är 470 meter över havet. Den sträcker sig 6,5 kilometer i nord-sydlig riktning, och 2,8 kilometer i öst-västlig riktning.
I omgivningarna runt De Horsey Island växer i huvudsak blandskog. Trakten runt De Horsey Island är nära nog obefolkad, med mindre än två invånare per kvadratkilometer.